# ساري جهان سي اجها

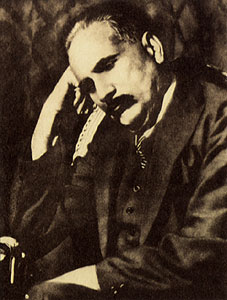
محمد إقبال ، شاعر وفيلسوف باكستاني بارز

ساري جهان سي أتشها (بالأردوية: سارے جہاں سے اچھا)‏ وتعرف رسميا باسم ترانه إهندي (بالأردوية: ترانۂ ہندی)‏ التي تعني نشيد شعب هندستان، وهي أغنية وطنية للأطفال باللغة الأردية كتبها الشاعر محمد إقبال بأسلوب غزال من الشعر الأردي. وتم نشر القصيدة في صحيفة Ittehad في السادس عشر من أغسطس عام 1904. وبعد عام تلاها إقبال في الكلية الحكومية في لاهور، الهند البريطانية (باكستان حاليا) وسرعان ما تحولت إلى نشيد لمعارضة الراج البريطاني. وهي قصيدة غنائية لبلاد الهند والسند (هندستان) التي تشكل اليوم بنغلادش والهند وباكستان وتم نشرها في وقت لاحق في العام 1924 في كتاب بانج دار «صلصلة الجرس» باللغة الأردية. بقيت الأغنية مشهورة في الهند فقط. وهناك نسخة مختصرة منها يتم عزفها وغنائها كأغنية مسيرة وأغنية وطنية للقوات المسلحة الهندية.

## التأليف
كان إقبال محاضرا في الكلية الحكومية في لاهور وكان في ذلك الوقت قد دعي من قبل الطالب لالا هار ديال لترأس مناسبة وبدلا من إلقاء خطاب، غنى إقبال «ساري جهان سي أتشها» وبالإضافة إلى تجسيد الأغنية الشوق والارتباط بأرض هندوستان، تعبر الأغنية عن «الذاكرة الثقافية» ولديها نوع من الرثائية. في عام 1905 نظر إقبال ذو ال27 عاما إلى مستقبل شبه القارة الهندية على أنه تعددي ومركب من الثقافة الندوسية والمسلمة. وفي وقت لاحق من ذلك العام غادر إلى أوروبا وأقام بها لمدة ثلاث والتي حولته إلى فيلسوف إسلامي وصاحب رؤية لمجتمع إسلامي مستقبلي.

## النص

### الأردوية
سارے جہاں سے اچھا ہندوستاں ہمارا
ہم بلبلیں ہیں اس کی، یہ گلستاں ہمارا
غربت میں ہوں اگر ہم، رہتا ہے دل وطن میں
سمجھو وہیں ہمیں بھی دل ہو جہاں ہمارا
پربت وہ سب سے اونچا، ہمسایہ آسماں کا
وہ سنتری ہمارا، وہ پاسباں ہمارا
گودی میں کھیلتی ہیں اس کی ہزاروں ندیاں
گلشن ہے جن کے دم سے رشکِ جناں ہمارا
اے آبِ رودِ گنگا! وہ دن ہیں یاد تجھ کو؟
اترا ترے کنارے جب کارواں ہمارا
مذہب نہیں سکھاتا آپس میں بیر رکھنا
ہندی ہیں ہم، وطن ہے ہندوستاں ہمارا
یونان ومصر وروما سب مٹ گئے جہاں سے
اب تک مگر ہے باقی نام ونشاں ہمارا
کچھ بات ہے کہ ہستی مٹتی نہیں ہماری
صدیوں رہا ہے دشمن دورِ زماں ہمارا
اقبال! کوئی محرم اپنا نہيں جہاں میں
معلوم کیا کسی کو دردِ نہاں ہمارا!

### العربية
أفضل من العالم بأسره، هي هندنا نحن عنادلها وهي موطننا
ولو كنا في مكان غريب، يبقى القلب في الوطن، تعرفون أننا نكون هناك حيث قلبنا.
ذالك الجبل الأكبر، إنه خفيرنا، إنه حارسنا
في حضنه حيث تسبح آلاف الأنهار، التي
تجعل حيويتها حديقتنا موضع حسد من الجنة.
يا مياه نهر الغانج المتدفقة، هل تتذكرين ذلك اليوم
عندما نزلت قافلتنا لأول مرة على واجهتك البحرية؟
الدين لا يعلمنا أن نحمل العداء فيما بيننا
نحن من هند، وطننا هندوستان.
في عالم حيث إختفى اليونان ومصر وروما القديمة، مازالت سماتنا تعيش فيه إلى اليوم.
هناك خطب ما بوجودنا لأنه لا يتم محوه
على الرغم من أن الدورة الزمنية للعالم كانت لعدة قرون عدونا
إقبال! ليس لدينا مقربي في هذا العالم
فما الذي يعرفه أحد عن ألمنا؟
| . Sāre jahāṉ se acchā, Hindositāṉ hamārā Ham bulbuleṉ haiṉ is kī, yih gulsitāṉ hamārā G̱ẖurbat meṉ hoṉ agar ham, rahtā hai dil wat̤an meṉ Samjho wuhīṉ hameṉ bhī dil ho jahāṉ hamārā Parbat wuh sab se ūṉchā, hamsāyah āsmāṉ kā Wuh santarī hamārā, wuh pāsbāṉ hamārā Godī meṉ kheltī haiṉ is kī hazāroṉ nadiyāṉ Guls̱ẖan hai jin ke dam se ras̱ẖk-i janāṉ hamārā Ai āb-i rūd-i Gangā! wuh din haiṉ yād tujh ko? Utrā tire kināre jab kārwāṉ hamārā Maẕhab nahīṉ sikhātā āpas meṉ bair rakhnā Hindī haiṉ ham, wat̤an hai Hindositāṉ hamārā Yūnān o-Miṣr o-Rūmā, sab miṭ ga'e jahāṉ se Ab tak magar hai bāqī, nām o-nis̱ẖaṉ hamārā Kuch bāt hai kih hastī, miṭtī nahīṉ hamārī Ṣadiyoṉ rahā hai dus̱ẖman daur-i zamāṉ hamārā Iqbāl! ko'ī maḥram apnā nahīṉ jahāṉ meṉ Maʿlūm kyā kisī ko dard-i nihāṉ hamārā! |

## تحوله وتارنا إي ميللي
في عام 1910 كتب إقبال أغنية أخرى للأطفال وهي تارنا إي ميللي (نشيد المجتمع الديني) والتي كانت على نفس وزن وقافية «ساري جهان سي أتشها» ولكن بالتخلي عن الكثير من المشاعر. لقد كان المقطع السادس من قصيدة «ساري جهان سي اجها»(1904) دليلا على نظرة إقبال العلمانية:
الدين لا يعلمنا أن نحمل العداء فيما بيننا                 نحن من هند، وطننا هندوستان.
و لكنه ناقضه بشكل شديد في المقطع الأول من قصيدة تارنا إي ميللي (1910) والذي يقول:
آسيا الوسطى وشبه الجزيرة لعربية لنا وهندستان لنا نحن مسلمون، جميع العالم وطننا.
تحولت نظرة إقبال حول العالم إلى ذات طابع عالمي وإسلامي.  إذ أنه بدلا من غناء هندستان، «وطننا»، نادت الأغنية الجديدة بأنه «جميع  العالم وطننا». وبعد عقدين أيد في خطابه الرئاسي أمام المؤتمر السنوي لرابطة المسلمين في مدينة الله أباد عام 1930، دولة قومية منفصلة في المناطق ذات الأغلبية المسلمة في شبه القارة الهندية وهي الفكرة  التي ألهمت إنشاء دولة باكستان.

## الشعبية في الهند وفي الثقافة الشعبية
بقيت أغنية ساري جيهان سي اتشها مشهورة في الهند حتى ما يقارب القرن ويقال أنه غنى المهاتما غاندي هذه الأغنية أكثر من مئة مرة عندما كان سجينا في يراوادا في بيون في ثلاثينيت القرن العشرين. وفي الثلاثينيات والأربعينيات من القرن الماضي، تم غنائها على أنغام بطيئ وطلب من العازف بانديت رافي شانكار أثناء عمله مع نقابة مسرحيين الشعوب الهندية في مومباي أن يلحن أغنية ساري جيهان سي أتشها لفيلم خواجا عباس Dharti ka Laal ولفيلم شيتان اناند Neecha Nagar.  في مقابلة عام 2009 مع شيخار جوبتا، يروي رافي شانكار أنه شعر أن النغمة كانت بطيئة وحزينة للغاية ولمنحها تأثيرا ملهما أكثر، قام بتعيينها على لحن أقوى وهو اليوم اللحن المشهور لهذه الأغنية، والتي جربوها بعد ذلك كأغنية جماعية. وتم تسجيلها لاحقًا بواسطة المغني لاتا ماغيشكار بلحن ثالث مختلف تماما وأصبح المقطع (1) و (3) و (4) و (6) من الأغنية أغنية وطنية غير رسمية في الهند، وتم اعتماد نسخة رافي شانكار باعتبارها المسيرة الرسمية السريعة للقوات المسلحة الهندية، وتم تعيين الأغنية على أنها لحن مسيرة بواسطة أنتشر لوبو.
واستخدم  راكيش شارما أول رائد فضاء هندي  السطر الأول من الأغنية في عام 1984 ليصف لرئيس الوزراء آنذاك أنديرا غاندي كيف ظهرت الهند من الفضاء الخارجي. وفي خطاب تنصيب رئيسا للوزراء الهند السابق مانموهان سينغ اقتبس هذه القصيدة في أول مؤتمر صحفي له بعد أن أصبح رئيسا للوزراء.
الأغنية شائعة في الهند وفي مدارسها كما أنها مشهورة كأغنية مسيرة للقوات المسلحة الهندية يتم عزفها خلال المناسبات العامة والاستعراضات ويتم عزفها أيضا من قبل فرق القوات المسلحة الحاشدة كل عام في يوم الاستقلال الهندي ويوم الجمهورية وفي ذروة مراسم Beating the retreat.